# Самарівський район
Самарівський район (до 2024 року — Новомосковський) — район у Дніпропетровській області України. Утворений 2020 року. Адміністративний центр — місто Самар.

## Історія
Новомосковський район створено відповідно до постанови Верховної Ради України № 807-IX від 17 липня 2020 року.
10 квітня 2024 року Комітет Верховної Ради України з питань організації державної влади, місцевого самоврядування, регіонального розвитку та містобудування підтримав перейменування району на Самарівський, через пропозицію перейменування районного центру на Самар. 19 вересня 2024 року Верховна Рада підтримала перейменування Новомосковського району на Самарівський. 26 вересня перейменування набуло чинності.

## Громади району
До його складу увійшли:
- Міські:
  - Новомосковська
  - Перещепинська
- Сільські:
  - Личківська
  - Піщанська
  - Чернеччинська
- Селищні:
  - Черкаська
  - Губиниська
  - Магдалинівська

Раніше територія району входила до складу Новомосковського (1923—2020), Магдалинівського, Юр'ївського районів, ліквідованих тією ж постановою.

## Галерея

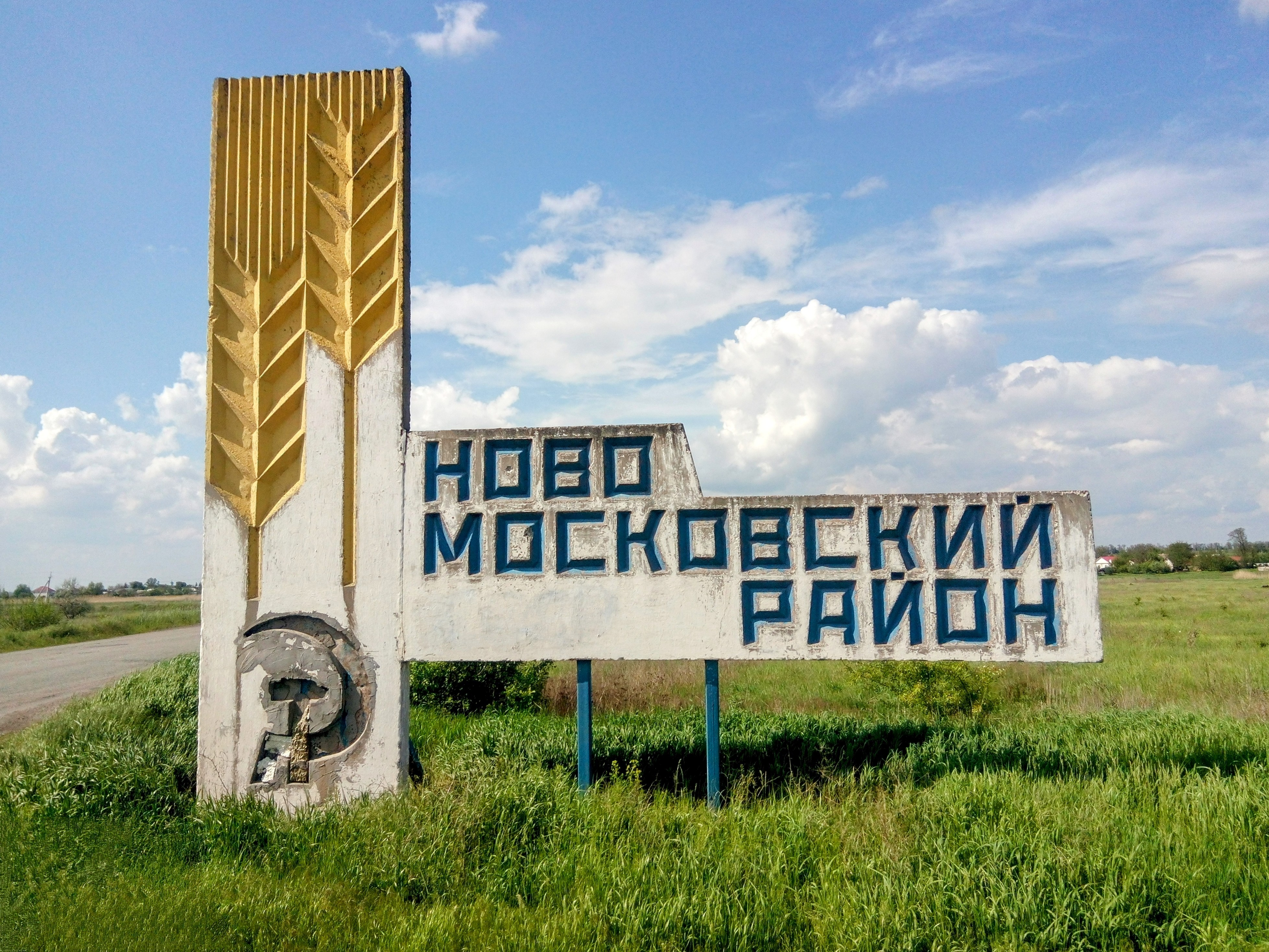
Стела на межі Новомосковського району